# Рудольфштеттен-Фрідлісберг
Рудольфштеттен-Фрідлісберг (нім. Rudolfstetten-Friedlisberg) — громада  в Швейцарії в кантоні Ааргау, округ Бремгартен.

## Географія
Громада розташована на відстані близько 85 км на північний схід від Берна, 26 км на схід від Аарау.
Рудольфштеттен-Фрідлісберг має площу 4,9 км², з яких на 22,3% дозволяється будівництво (житлове та будівництво доріг), 49% використовуються в сільськогосподарських цілях, 28,3% зайнято лісами, 0,4% не є продуктивними (річки, льодовики або гори).

## Демографія
2019 року в громаді мешкало 4508 осіб (+6,7% порівняно з 2010 роком), іноземців було 27,4%. Густота населення становила 920 осіб/км².
За віковим діапазоном населення розподілялося таким чином: 21,4% — особи молодші 20 років, 61,4% — особи у віці 20—64 років, 17,2% — особи у віці 65 років та старші. Було 1893 помешкань (у середньому 2,4 особи в помешканні).
Із загальної кількості 1026 працюючих 26 було зайнятих в первинному секторі, 358 — в обробній промисловості, 642 — в галузі послуг.